# Попов, Борис Никитич
Бори́с Ники́тич Попо́в (21 марта 1941) — советский ватерполист, бронзовый призёр Олимпийских игр. Мастер спорта СССР (1962). Заслуженный мастер спорта СССР, Заслуженный тренер СССР.

## Карьера
Воспитанник детской школы ЦСК ВМФ. С 1960 по 1973 год выступал за команду МГУ. В 1972 стал чемпионом страны.
На Олимпийских играх 1964 года в составе сборной СССР выиграл бронзовую медаль. На турнире провёл 6 матчей.
После завершения карьеры в 1973 году стал тренером. Сначала Попов работал в молодёжной сборной, а с 1979 по 1987 год возглавлял мужскую команду СССР и выиграл с ней Олимпийские игры 1980, два Кубка мира в 1981 и 1983, чемпионат мира 1982 года, и три чемпионата Европы — в 1983, 1985 и 1987 году. На Играх 1992 года Попов руководил Объединённой командой, которая заняла 3-е место.
С 1993 по 1996 год работал главным тренером греческого «Олимпиакоса». С 1997 по 2000 год возглавлял мужскую сборную России. Затем с 2000 по 2006 Попов руководил командой «Динамо-Олимпийский», а с 2006 по 2008 вновь работал со сборной России. Является вице-президентом Федерации водного поло России.